# Белер (Мичиген)
Белер (енгл. Bellaire) град је у америчкој савезној држави Мичиген.

## Демографија
По попису из 2010. године број становника је 1.086, што је 78 (-6,7%) становника мање него 2000. године.
| Група             | 2000.         | 2010.         |
| Белци             | 1.108 (95,2%) | 1.035 (95,3%) |
| Афроамериканци    | 2 (0,2%)      | 1 (0,1%)      |
| Азијати           | 4 (0,3%)      | 6 (0,6%)      |
| Хиспаноамериканци | 26 (2,2%)     | 26 (2,4%)     |
| Укупно            | 1.164         | 1.086         |